# Get It (Paul McCartney en Carl Perkins)
Get It is een duet tussen Paul McCartney en Carl Perkins, die destijds goed met elkaar bevriend waren. Het nummer belandde op McCartney's succesvolle album Tug of War (dat 29 weken lang op nummer 1 stond in de hitlijsten) uit 1982, en een bewerkte versie van het lied was daarnaast ook de B-kant van de single van Tug of War (dat de 53ste plek van de hitlijsten bereikte). Perkins beweerde verschillende keren dat McCartney met het verzoek om een duet te doen per telefoon kwam en dat hij een week in Montserrat verbleef om met McCartney aan het nummer te werken. McCartney heeft het nummer ook geschreven, en Perkins speelde tevens slaggitaar. Het genre van het nummer ligt in de richting van Country, Pop en Rockabilly. Aan het einde van het nummer hoort men Perkins lachen. Men zegt dat hij lacht omdat McCartney hem een vieze mop heeft verteld.
Later zouden McCartney en Perkins samen nog een nummer opnemen, genaamd My Old Friend.